# Паста (вугільні технології)
Паста (рос. паста, англ. paste, нім. Paste f) — у вугільних технологіях — механічна суміш органічних зв'язуючих нафтового та вугільного походження з тонкодисперсними твердими матеріалами. Використовують як зв'язуючу речовину при брикетуванні корисних копалин (наприклад, пасти бітумно-глинисті, пасти бітумно-вапнякові), а також як проміжний продукт при скрапленні вугілля.
- Пасти бітумно-глинисті — пасти-зв'язуючі для брикетування корисних копалин. Готують шляхом змішування нагрітого до 100 °С бентоніту, нафтозв'язуючого з температурою 160–180 °С та води. Склад пасти: нафтобітум, бентоніт, вода у співвідношенні 1:1:2.

- Пасти бітумно-вапнякові — пасти-зв'язуючі для брикетування корисних копалин. Готують шляхом змішування тістоподібної вапняно-водної маси з бітумом (взятим при 160–180 °С) в момент найактивнішого гасіння вапна. Склад такої пасти: бітум 24-25%, вапно 10-25%, останнє — вода.